# Czubatka (Wzgórza Trzebnickie)
Czubatka – wzgórze, wzniesienie, położone w obrębie Wzgórz Trzebnickich, w mikroregionie Wzgórz Skrzypińskich. Wierzchołek znajduje się w gminie Wołów, w obrębie ewidencyjnym wsi Stęszów. Położony jest na wysokości bezwzględnej wynoszącej 142 m n.p.m. 

## Położenie i otoczenie
Czubatka jest jednym ze wzniesień Wzgórz Trzebnickich, będących mezoregionem o identyfikatorze 318.44 (według regionalizacji fizycznogeograficznej opracowanej przez Jerzego Kondrackiego), należących do Wału Trzebnickiego (makroregion o indeksie 318.4). W ramach tych Wzgórz Trzebnickich wyróżnia się także mikroregion, obejmujący Czubatka – Wzgórza Skrzypińskie (mikroregion o indeksie 318.443). Wzniesienie to leży w zachodniej części wymienionego mikroregionu. Pod względem regionalizacji przyrodniczo-leśnej wzgórze położone jest w mezoregionie Wzgórz Trzebnicko-Ostrzeszowskich. Ponadto warto zaznaczyć, iż obszar ten leży w granicach Parku Krajobrazowego Dolina Jezierzycy.
Wzniesienie otoczone jest częściowo innymi wzniesieniami należącymi do Wzgórz Skprzypińskich, a po stronie zachodniej rozpościera się już inny mikroregion należący do Wzgórz Trzebnickich. Jest nim mianowicie Obniżenie Pełczyńskie (mikroregion o indeksie 318.442). Najbliższymi, nazwanymi wierzchołkami Wzgórz Skrzypińskich są (począwszy od strony północnej w kierunku zgodnym z ruchem wskazówek zegara): Gozd, Kozłówka, Masłowiec, Lisina, Brzeźnik, Piaskowiec, Siodłkowicka Góra, Kocierz, Smolno i Straszowicka Góra położona już w kierunku południowo-zachodnim.
Natomiast pod względem podziału administracyjnego wzniesienie jest położone na terenie gminy Wołów (w obrębie ewidencyjnym wsi Stęszów). Gmina ta przynależy do powiatu wołowskiego w województwie dolnośląskim.

## Charakterystyka
Przyjmuje się, że najwyższy punkt wzgórza Czubatka osiąga wysokość bezwzględną wynoszącą 142 m n.p.m.. I taka wysokość wzniesienia ujęta jest w rozporządzeniu Prezesa Rady, Ministrów z 1954 r. określające jego nazwę. Niemiecka, przedwojenna mapa z ówczesną, nazwą wzniesienia, nie podaje wartości wysokości bezwzględnej położenia koty wierzchołka, mimo że podaje jego ówczesną nazwę. Także w niektórych współczesnych opracowaniach, serwisach internetowych czy mapach podawana jest wysokość bezwzględna wierzchołka i często jest to ta sama wartość, co wyżej, wymieniona.
Teren obejmujący, masyw wzniesienia zagospodarowany jest w dwojaki sposób. Centralną jego część obejmująca, wierzchołek zajmuje las. Wokół niego na masywie i u jego podnóża rozpościera się teren, który zagospodarowany jest jako, użytki rolne. Po północnej stronie przecięte są one drogą łączącą Stęszów z Pełczynem. Tędy wyznaczono jeden ze szlaków św. Jakuba oraz szlak rowerowy. Dalej, w kierunku północnym przepływa Jezierzyca. Stęszów położony jest na, wschód od wierzchołka. Po stronie południowo-wschodniej, wspominane użytki, rolne, przecina z kolei droga łącząca Stęszów z Miłczem, którą również wyznaczono szlak rowerowy. Natomiast w kierunku południowo-zachodnim przebiega droga łącząca Pełczyn ze Sławowicami oraz na innym kierunku z Miłczem. Tędy wytyczono turystyczny szlak pieszy.
Jeśli zaś chodzi o sam wyżej wspominany las pokrywający centralną część wzniesienia, to podlega on Regionalnej Dyrekcji Lasów Państwowych we Wrocławiu, nadleśnictwo Wołów, leśnictwo Garwół. Pole powierzchni tego konkretnego lasu wynosi 1,46 ha. Jest to las gospodarczy, pod względem typu siedliskowego lasu określany jako las mieszany świeży. Wiek drzewostanu według stanu na 2024 r. określony jest na 109 lat dla części dębów, 89 lat dla dużej części drzewostanu oraz 39 lat dla części drzew pośród niektórych gatunków występujących tylko miejscami. Zadrzewienie jest umiarkowane poprzerywane, a pokrycie wynosi 0,8 dla drzewostanu i 0,7 dla podszytu. W drzewostanie pośród gatunków drzew dominują dęby i robinia akacjowa, a miejscami występują także inne, takie jak sosna zwyczajna, jesion wyniosły, brzoza brodawkowata. W podszycie zaś wymienia takie rośliny jak robinia akacjowa, bez czarny, jarząb pospolity, kruszyna pospolita, śliwa tarnina.

## Nazwa
Nazwa własna – Czubatka – jest nazwą urzędową. Została ustalona i ujęta w państwowym rejestrze nazw geograficznych na podstawie Zarządzenia nr 70 z dnia 30 marca 1954 r. wydanego przez Prezesa Rady Ministrów (Monitor Polski z 1954 nr 38, poz. 516). Odnosi się ona do ukształtowania terenu należącego do rodzaju wzgórza, wzniesienia. W rejestrze tym przypisano jej identyfikator: PRNG – 205708, identyfikator IIP – PL.PZGiK.320.NGRP.205708. Podaje on następujące współrzędne geograficzne punktu głównego masywu: szerokość geograficzna – 51°23'16" N, długość geograficzna – 16°42'59" E. W rejestrze tym jest ważna od 13.02.2015 r..
W czasie przynależności tego obszaru do Niemiec wzniesienie nosiło nazwę w języku niemieckim – Wein Berg.